# Saint-Élix-d'Astarac
Saint-Élix-d'Astarac é uma comuna francesa na região administrativa de Occitânia, no departamento de Gers. Estende-se por uma área de 8,17 km². Em 2010 a comuna tinha 187 habitantes (densidade: 22,9 hab./km²).